# Пун месец над Београдом
Пун месец над Београдом је српски трилер из 1993. године који је режирао Драган Кресоја, а сценарио је писао Петар Грујичић.